# Die tollen Abenteuer der 4 Freunde
Die tollen Abenteuer der 4 Freunde oder auch Die verschworenen Freunde ist eine deutsche Hörspielserie der 1960er Jahre, die von der Firma Starlet produziert wurde. Die Erstausgabe erschien unter dem Titel Tommy und seine Freunde auf Singleschallplatten der Firma Telefunken. 

## Geschichte
Später folgten Langspielplatten und Audiocassetten auf verschiedenen Labels, wie Polyband oder Märchenland. Insgesamt wurden 20 abgeschlossene Hörspielfolgen von 10 bis 60 Minuten Länge produziert. Zuletzt erschien eine Gesamtausgabe auf zwei mp3-CDs unter dem Titel Die spannenden Abenteuer der unzertrennlichen Vier – Tommy und seine Freunde (2023). Unter diesem Titel wird die Reihe inzwischen auch gestreamt.

## Titel und Autoren
| Folge 1: - Die Teufelsbrücke - Das Gespenst - Der Bär - Der geheimnisvolle Berg Folge 2: - Das Geheimnis um Bimbo - Der schwarze Hengst | Folge 3: - Das brennende Schiff - Der Mann in der Kiste - Der Wolf - Der Zauberring Folge 4: - Das Feuerwerk - Der verhinderte Überfall | Folge 5: - Eine Spur zuviel - Die Wilddiebe Folge 6: - Das Geheimnis der Teufelsinsel Folge 7: - Der Dicke mit der roten Perücke / Ein Überfall wird aufgeklärt | Folge 8: - Das Geheimnis der unterirdischen Höhle Folge 9: - Der nächtliche Überfall Folge 10: - Das Geheimnis der schwarzen Karo 4 |

Als Autoren zeichneten bei den ersten Folgen Gören Stendal, später auch Rudolf Fröhler und Helmut Brennicke verantwortlich. Zuletzt steuerte Anke Beckert noch sechs Folgen zu der Reihe bei. Das Buch Tommy und seine Freunde von Enid Blyton hat nichts mit der Serie zu tun.
Regie führte ab der ersten Folge vornehmlich Heinz-Günter Stamm.

## Inhalte
Bei den Geschichten handelte es sich um Abenteuergeschichten à la Enid Blyton, jedoch mit deutschem Lokalkolorit. Alle Hörspiele begannen mit folgender charakteristischer Einleitung: „Dies ist die Geschichte von Tommy und seinen Freunden. Tommy war der Anführer, und seine drei Freunde Schnicks, Kukusch und Siebenschläfer folgten ihm, wohin auch immer er sie führte.“ Unter den zum Teil wechselnden Sprechern der Kinderrollen befanden sich heute bekannte Schauspieler wie Pierre Franckh und Udo Wachtveitl. Als Erzähler traten in unterschiedlichen Hörspielen Erik Schumann, Günther Ungeheuer, Herbert Fleischmann und Harald Leipnitz auf.